# Día Internacional del Orgasmo Femenino
El Día Internacional del Orgasmo Femenino se conmemora anualmente el 8 de agosto en Latinoamérica y en otros países del mundo con el objetivo de crear conciencia sobre la sexualidad femenina y el derecho al placer de las mujeres.
En países angloparlantes y lusohablantes como Australia, Brasil, Canadá, Estados Unidos, Portugal y Reino Unido, se celebra el Día Nacional del Orgasmo el 31 de julio.

## Origen
El 2001, el exconcejal José Arimateia Dantas Lacerda promovió el día del orgasmo a conmemorarse el 9 de mayo en la ciudad de Esperantina del estado de Piauí en Brasil a través del proyecto de ley n. 1037/05. La cámara municipal aprobó la ley estableciendo «que el orgasmo es un factor de alivio del estrés, responsable de la armonía familiar y que muchas mujeres no confiesan que no logran alcanzar el orgasmo y, por lo tanto, el matrimonio termina en separación». De acuerdo a una declaración de Dantas Lacerda el 2011 al diario O Globo:

El Día del Orgasmo fue creado para obligar al gobierno a discutir cuestiones de sexualidad, desde la eyaculación precoz hasta la frigidez, pasando por el sexo y el placer en la adolescencia y la vejez
O Globo, 9 de mayo de 2011

Según fuentes no brasileñas, el origen del día internacional del orgasmo femenino se remonta al 2006 cuando el mismo Dantas Lacerda estableció una ley municipal que promovía el esfuerzo de la población para que las mujeres alcanzaran el orgasmo como una cuestión de salud pública. En estas versiones, el concejal decidió promover la ley en base a un estudio a nivel de encuestas de la Universidad Federal de Piauí que concluyó que tan solo el 28 % de las mujeres lograban llegar al orgasmo en la región.
Algunas fuentes señalan que se cambió el día de la celebración del 9 de mayo al 8 de agosto. No obstante, en Brasil el Día Nacional del Orgasmo se pasó al 31 de julio, fecha en que se conmemora en los países angloparlantes.